# Acanthonema strigosum
Espèce
Synonymes
- Acanthonema strigosum[2]
- Streptocarpus strigosus (préféré par NCBI)[2]

Acanthonema strigosum est une espèce de plantes à fleurs de la famille des Gesneriaceae et du genre Acanthonema. C'est une plante herbacée présente en Afrique tropicale, principalement au Cameroun. 
Selon Plants of the World Online, c'est un synonyme de Streptocarpus strigosus.

## Description
C'est une herbacée de 30 cm environ, parfois épiphyte. Elle possède des fleurs blanches et des racines poilues et se développe dans les forêts, ainsi que dans les milieux rocailleux humides.

## Distribution
L'espèce a été observée sur 22 sites dans 5 régions du Cameroun, également sur 2 sites au Gabon, 1 site sur l'île de Bioko en Guinée équatoriale et 1 site au sud-est du Nigeria.